# Adolf von Tutschek

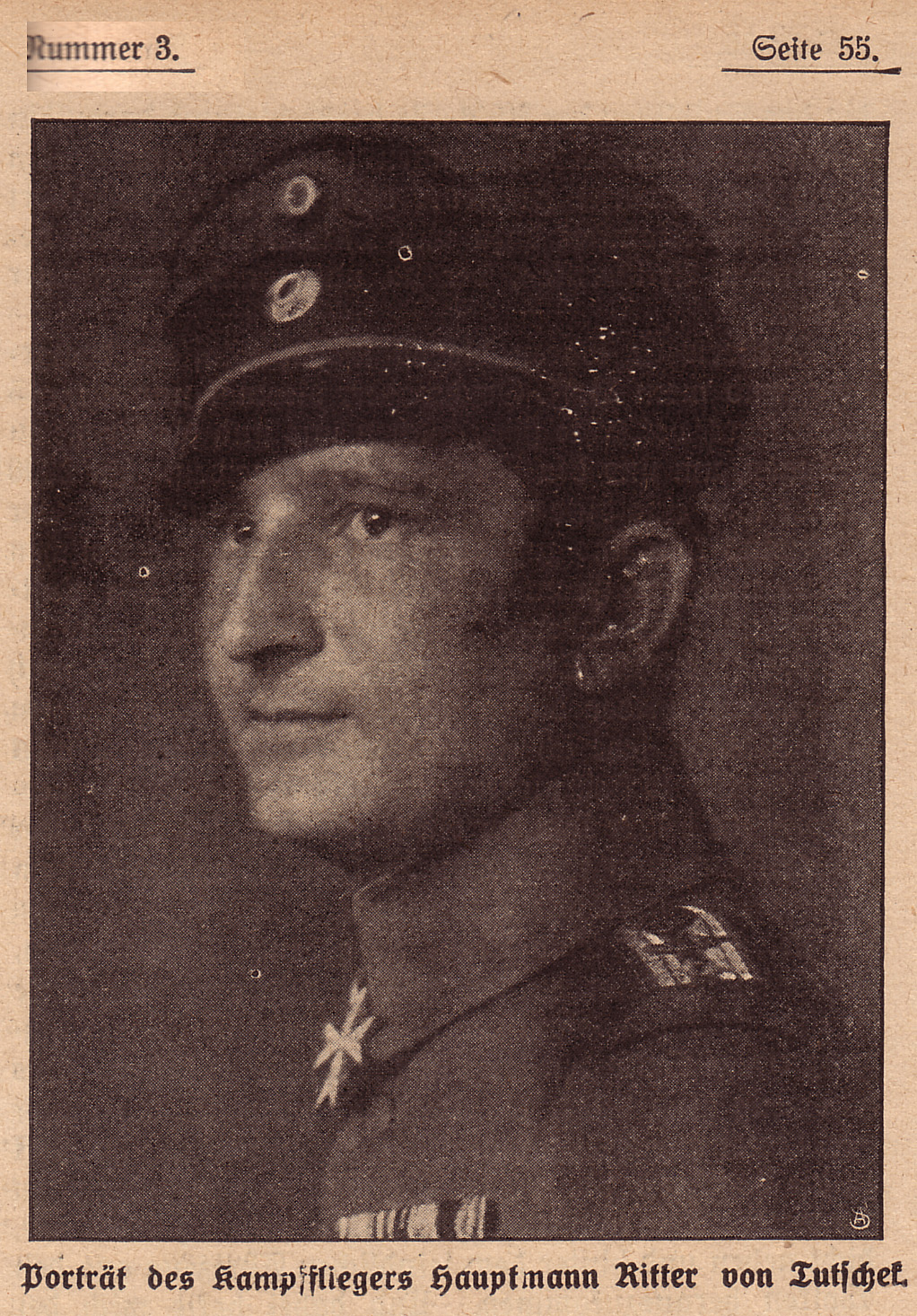
Hauptmann Adolf Ritter von Tutschek

Adolf Tutschek, seit 1915 Ritter von Tutschek (* 16. Mai 1891 in Ingolstadt; † 15. März 1918 bei Brancourt-le-Grand, Département Aisne) war ein bayerischer Offizier und Jagdflieger im Ersten Weltkrieg.

## Leben
Er war der Sohn des Oberstabsarztes I. Klasse Lorenz Tutschek und dessen Ehefrau Juli, geborene Schmidbauer.
Tutschek besuchte das St. Anna-Gymnasium in Augsburg und trat anschließend am 23. Juli 1910 als Fahnenjunker in das 3. Infanterie-Regiment „Prinz Karl von Bayern“ der Bayerischen Armee ein. Dort wurde er am 28. Oktober 1912 zum Leutnant befördert.
Mit Ausbruch des Ersten Weltkriegs kam Tutschek als Zugführer in der 7. Kompanie seines Regiments an die Westfront und wurde drei Wochen später als Kompanieführer verwendet. Ab Ende August 1914 war er für drei Monate Adjutant des II. Bataillons und machte dann als Kompanieführer die Kämpfe in Frankreich, Galizien, Polen, Serbien und vor Verdun mit. Im Mai 1915 war er bei Gorlice durch Granatsplitter am Fuß verwundet worden.
Anfang 1916 wurde er für die Erstürmung und Behauptung eines starken russischen Stützpunktes bei Petrylów mit zwei Kompanien seines Regiments am 10. August 1915 mit dem Ritterkreuz des Militär-Max-Joseph-Ordens beliehen. Damit verbunden war die Erhebung in den persönlichen Adelsstand und er durfte sich nach der Eintragung in die Adelsmatrikel Ritter von Tutschek nennen. Seine Beförderung zum Oberleutnant erhielt er am 14. Januar 1916. Im März 1916 erlitt er vor Verdun eine Gasvergiftung.
Nach seiner Genesung meldete er sich zur Fliegertruppe, besuchte die Militärflugschule in Schleißheim bei München und gelangte im Oktober 1916 an die Front an der Somme.
Im Januar 1917 zur Jagdstaffel 2 „Boelcke“ versetzt, wo er seinen ersten Luftsieg errang. Im April 1917 übernahm er als Staffelführer die Jasta 12 und erzielte bis August 1917 insgesamt 23 Luftsiege, wurde mit dem Orden Pour le Mérite ausgezeichnet, aber dann selbst bei einem Luftkampf in 2.600 m Höhe durch ein Geschoss an der Schulter schwer verwundet. Anfang 1918 übernahm von Tutschek, inzwischen zum Hauptmann befördert, die Führung des Jagdgeschwaders 2, erzielte noch vier weitere Abschüsse und fand beim Absturz seiner Maschine am 15. März 1918 bei Brancourt den Tod.
Er wurde auf dem Münchner Waldfriedhof beerdigt.

## Ehrungen
Tutschek wurde für seine militärischen Verdienste neben dem Pour le Mérite und dem Militär-Max-Joseph-Orden noch mit dem Eisernen Kreuz II. und I. Klasse, dem Ritterkreuz des Königlichen Hausordens von Hohenzollern mit Schwertern sowie dem Militärverdienstorden III. Klasse mit Krone und Schwertern ausgezeichnet. Er zählt mit 27 bestätigten Abschüssen zu den erfolgreichsten deutschen Jagdfliegern des Ersten Weltkriegs.
Während der Zeit des Nationalsozialismus wurde die Reichsarbeitsdienstabteilung 7/303 in Grabenstätt am Chiemsee sowie die heutige Hochstaufen-Kaserne in Bad Reichenhall nach von Tutschek benannt.

## Veröffentlichungen
- Stürme und Luftsiege. Braunbeck Verlag, Berlin 1918.[3]
- In Trichtern und Wolken – Kriegsaufzeichnungen. Hrsg. von Thor Goote. Westermann Verlag, Braunschweig – Berlin – Hamburg 1934 (Digitalisat).